# Isaac Olof Grufberg
Isaac Olof Grufberg, född 1736, död 1764, var en svensk läkare och lärjunge till Carl von Linné. Han blev sedermera sekreterare i Collegium medicum.